# Frédéric Noto
Pour les articles homonymes, voir Noto.
Frédéric Noto est un boxeur français né à Toulon le 14 décembre 1973 et mort à Ajaccio le 18 février 2001.

## Biographie
D'origine italienne, il livre son premier combat professionnel le 24 novembre 1994 contre Denis Dario à La Seyne-sur-Mer dans le Var et gagne par arrêt de l'arbitre au 4e round. 
Son dernier combat se déroule le 25 novembre 2000 à Ajaccio contre Nordine Mouchi. Il l'emporte aux points devenant ainsi champion de France des super légers.
Moins de trois mois plus tard, le 18 février 2001, Frédéric Noto est retrouvé mort à son domicile d'Ajaccio. Il a été assassiné la veille à l'âge de 27 ans de deux balles dans le crâne,.